# Бігарій Емануїл
Емануїл Бігарій (14 грудня 1854, с. Белжа — 4 жовтня 1934, м. Пряшів) — український священик (прелат), один із визначних українських громадських діячів Закарпаття, голова й засновник філії українського товариства «Просвіта» у Пряшеві.

## Біографія
Закінчив духовну семінарію в Будапешті (1878), 18 1878 року прийняв сан священника. Служив настоятелем храму в селах Велика Поляна (1879—1894), Пчолинне (1896—1911), м. Бардіїв (1911–1923); був духівником духовної семінарії у Пряшеві, від 1923 року — канонік.
Співзасновник та керівник українського товариства «Просвіта» (1930). Ініціатор заснування газети «Рускоє слово» (1924).
Автор нарисів про О. Духновича, І. Кизака, «Із Пряшева до Рима і назад», оповідання «Єден святий вечір під Бескидом» (1931), перекл. з угор. «Кроваві квіти» (1930). Пропагував творчість Тараса Шевченка та Івана Франка.